# Сарасенси
Сарасенси (енгл. Saracens Football Club) енглески су рагби јунион клуб из Лондона који се такмичи у Премијершипу. Клуб је 1876. основала група студената књижевности Боје Сарасенса су црвена и црна. јКлуб је једном играо у финалу Купа европских шампиона и два пута је освајало титулу првака Енглеске. Капитен екипе је Алистер Харгривс. Сарасенси су трећи су у Премијершипу по гледаности (15 000 гледалац просечно по утакмици). Највише утакмица за Сарасенсе је одиграо Крис Чесни (205 утакмица), највише есеја дао је Дејвид Стритл (35), а највише поена постигао је Глен Џексон (1192).
- Куп европских шампиона у рагбију

- Финалиста (1) : 2014.

- Премијершип

- Шампион (2) : 2011, 2015.

Први тим
Алистер Харгривс - капитен
Бен Рансом
Бејден Кер
Алекс Гуд
Крис Вилс
Каталин Ферчу
Мајк Елери
Крис Ештон
Данкан Тејлор
Тим Стритер
Марсело Бош
Бред Барит
Нилс Морт
Чарли Хоџсон
Овен Фарел
Ричард Виглсворт
Бен Спенсер
Нил де Кук
Били Вунипола
Џексон Реј
Мет Ханкин
Јустин Мелк
Жак Бургер
Кели Браун
Хејден Смит
Џим Хамилтон
Мако Вунипола
Рис Гил
Петрус ду Плесис
Скот Сперлинг
Џејми Џорџ
Скалк Бритс